# Zaginięcie Fredericka Valenticha

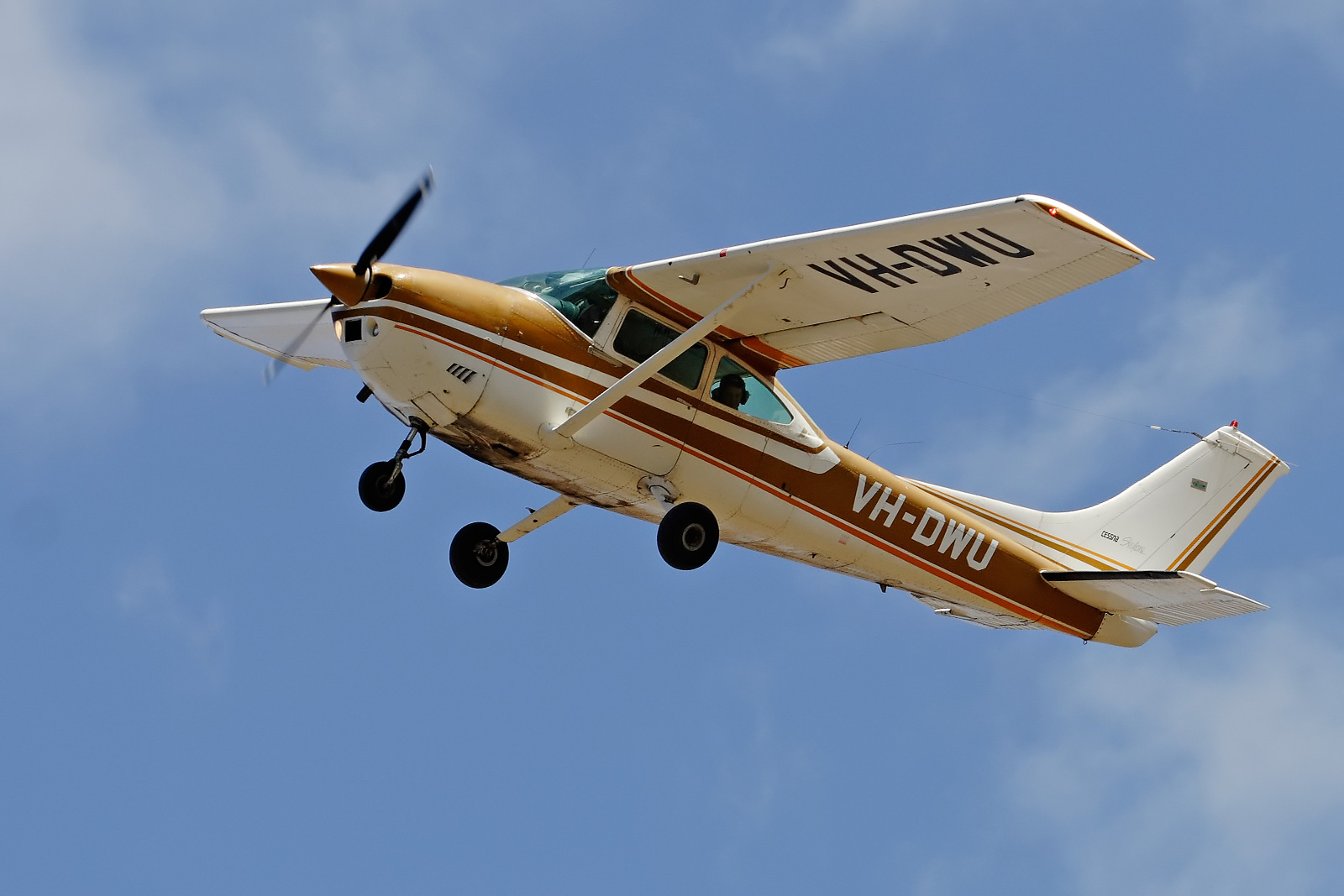
Samolot Cessna 182L

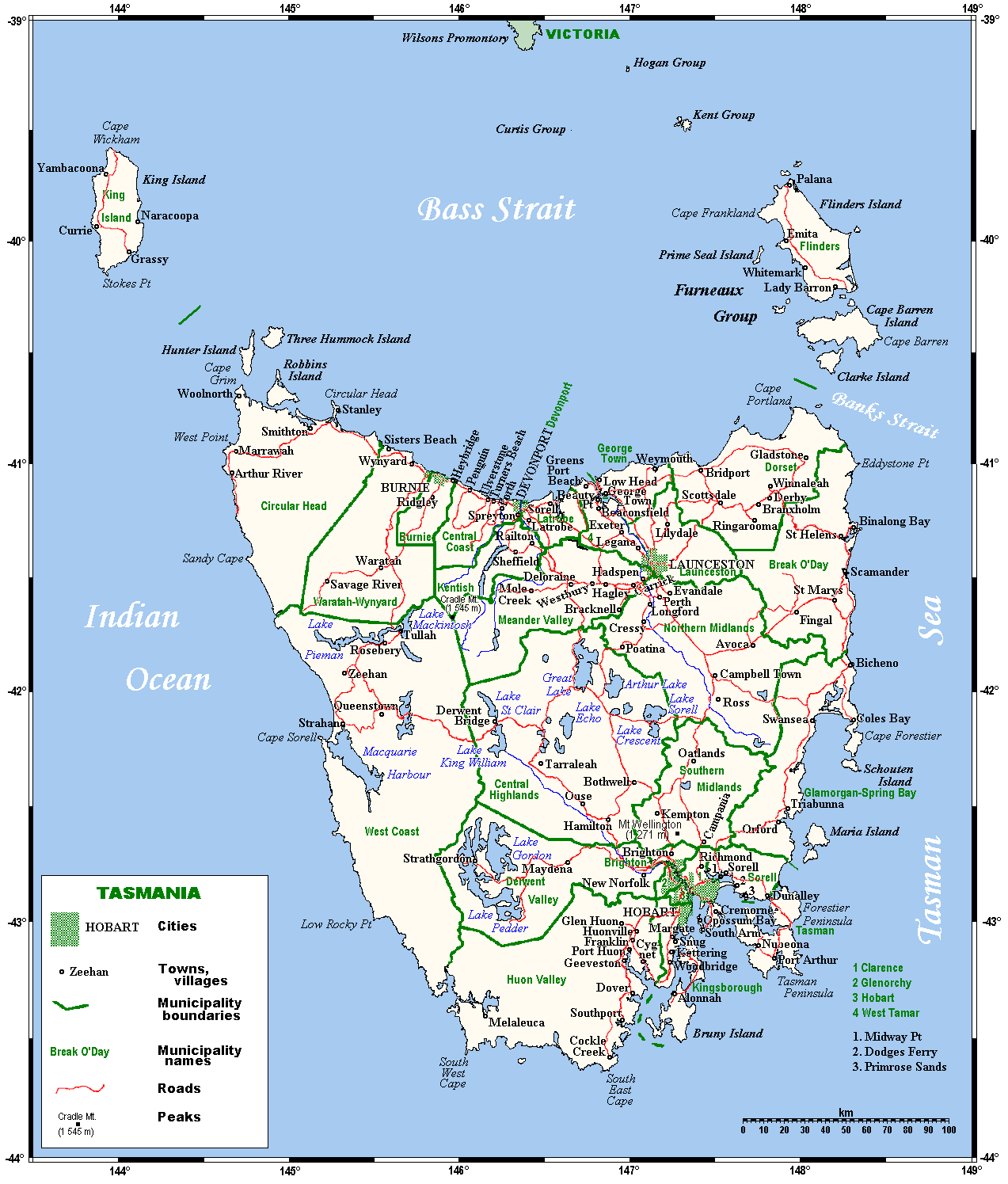
Mapa Tasmanii, wyspa King w lewym górnym rogu

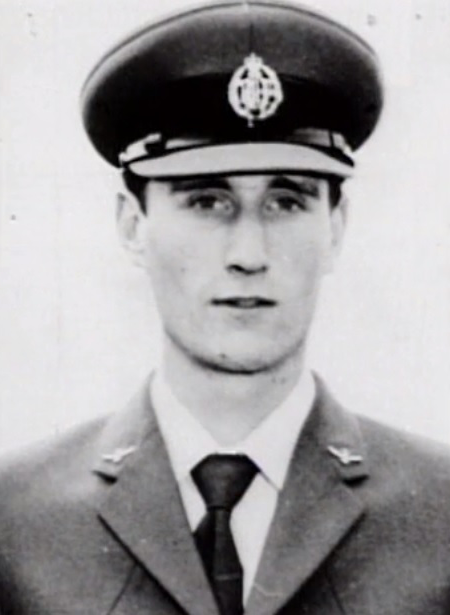
Frederick Valentich

Zaginięcie Fredericka Valenticha – niewytłumaczone jak dotąd wydarzenie, które miało miejsce 21 października 1978, kiedy 20-letni Frederick Valentich zaginął w niewyjaśnionych okolicznościach podczas przelotu cywilnym samolotem Cessna 182L nad Cieśniną Bassa do miejsca przeznaczenia, którym była wyspa King w Australii.
W czasie 200-kilometrowego rutynowego przelotu Valentich skontaktował się z wieżą kontroli lotów w Melbourne, twierdząc, że był niepokojony przez niezidentyfikowany obiekt z czterema jasnymi światłami, który przeleciał około 300 metrów nad nim. Wymiana informacji między Valentichem a kontrolą lotów trwała kilka minut; na koniec Valentich powiedział, że silnik samolotu zaczyna szwankować, a jego ostatnie słowa brzmiały: „To nie jest samolot”.
Śladu Valenticha ani jego samolotu nigdy nie odnaleziono; śledztwo przeprowadzone przez Ministerstwo Transportu zakończone zostało oświadczeniem, że nie dało się ustalić przyczyn zaginięcia samolotu i pilota.
Pojawienie się UFO nad Australią wywołało zainteresowanie mediów, tym bardziej, że tej samej nocy napłynęło więcej doniesień o tajemniczych światłach na niebie. Ken Williams, rzecznik prasowy ministerstwa, powiedział dziennikarzowi Associated Press, że „to zabawne, jak wielu ludzi doniosło o dostrzeżeniu UFO dopiero po informacji o zaginięciu Valenticha”.

## Przebieg wypadków

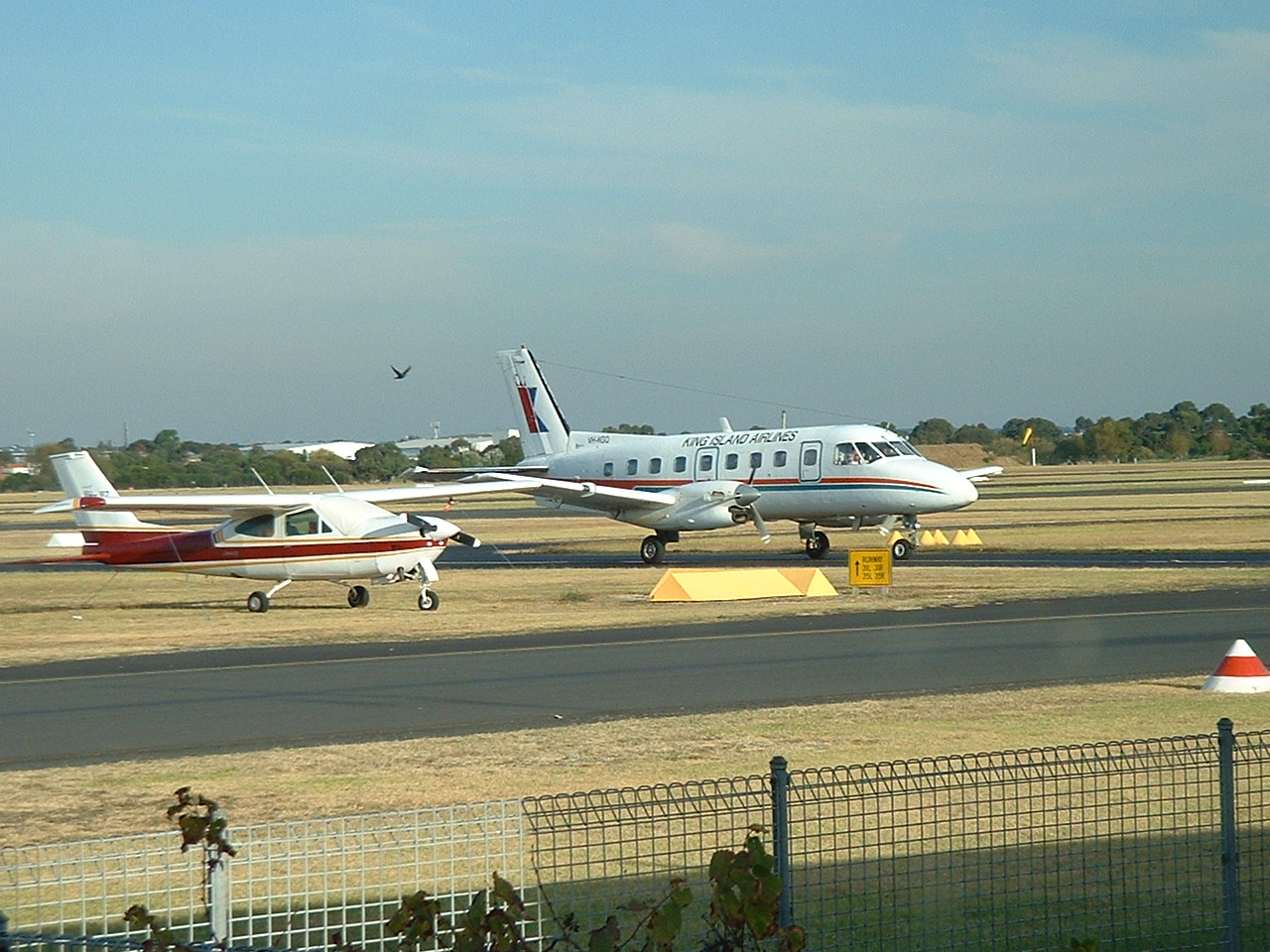
Lotnisko Moorabbin w pobliżu Melbourne

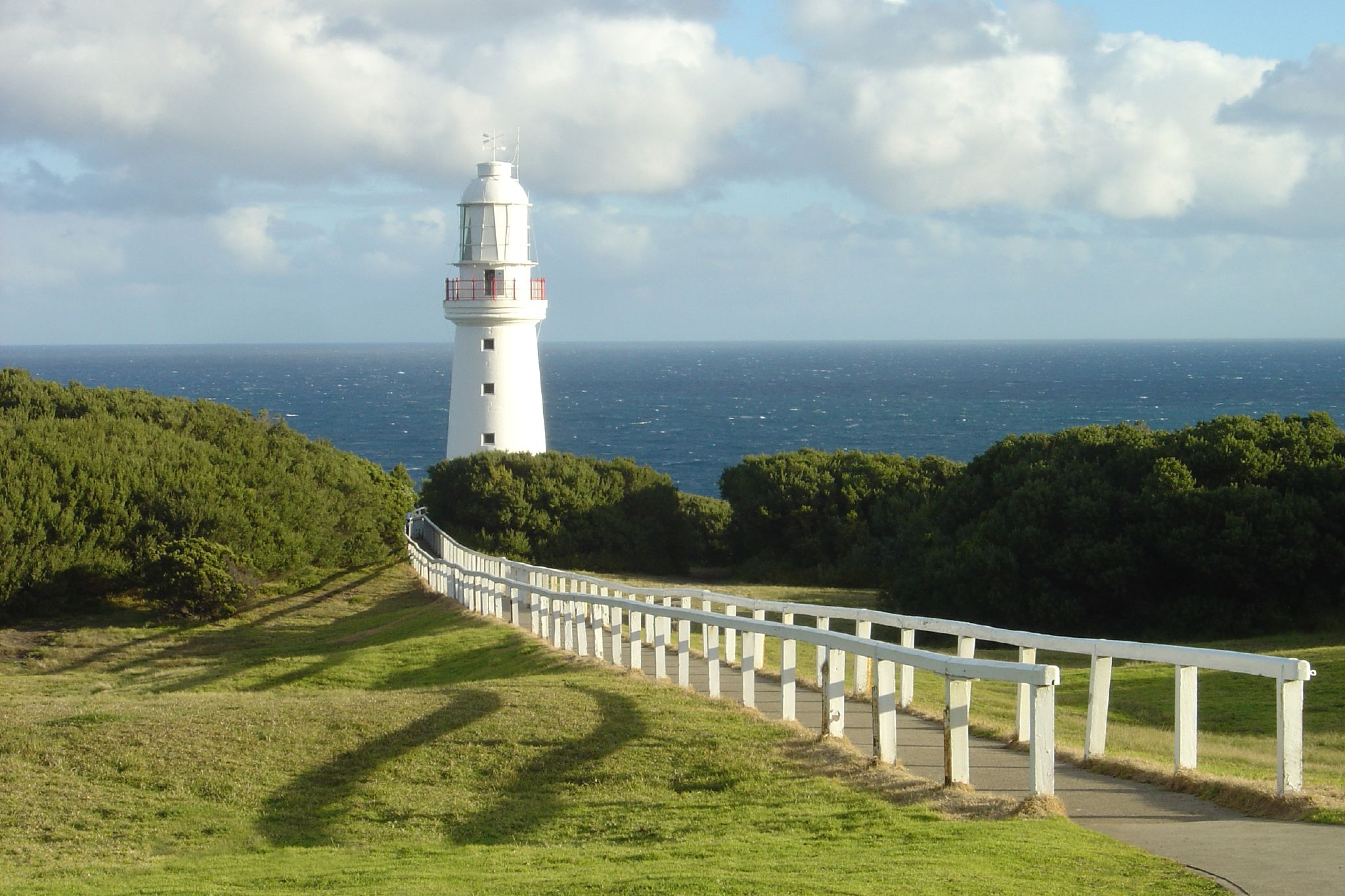
Latarnia morska na przylądku Otway

21 października 1978 Frederick Valentich, młody pilot amator z licencją czwartej klasy i wylatanymi 150 godzinami, przybył na podmiejskie lotnisko Moorabbin pod Melbourne. W kapitanacie portu przedstawił plan lotu ku wyspie King w pobliżu Tasmanii w Cieśninie Bassa, wynajął samolot i wystartował. Widoczność była dobra, a wiatr umiarkowany. Pilotował samolot Cessna 182L, z prędkością około 250 km/h.
Valentich opuścił Moorabbin o godzinie 18:19, o czym zaraz poinformował wieżę kontroli lotów w Melbourne. O godzinie 19:00 zawiadomił wieżę, że zgodnie z planem osiągnął przylądek Otway; do tej pory nic nadzwyczajnego nie zaszło.
O godzinie 19:06 Valentich nagle nawiązał łączność z operatorem lotów Steve’em Robeyem, żądając informacji o obecności innego samolotu w tym samym obszarze na wysokości poniżej 1700 metrów; otrzymał odpowiedź, że na tej wysokości nie ma żadnego samolotu. W odpowiedzi Valentich raportował, że widzi duży, nierozpoznany samolot z czterema jasnymi światłami pozycyjnymi. Nie był w stanie stwierdzić, jakiego to typu samolot, ale powiedział, że ów obiekt przeleciał z dużą szybkością 300 metrów nad nim. Po chwili Valentich poinformował, że ten sam samolot zbliża się w jego kierunku od wschodu i że jego zdaniem obcy pilot zabawia się jego kosztem.
O 19:09 Robey poprosił Valenticha o ponowne potwierdzenie swej własnej wysokości i o identyfikację obcego samolotu. Valentich potwierdził wysokość i zaczął opisywać tamten samolot, mówiąc, że jest „długi”, ale że porusza się tak szybko, że nie sposób rozeznać szczegółów. Valentich przerwał nadawanie na około 30 sekund, w którym to czasie Robey ponownie zadał pytanie o rozmiary obcego. Valentich nagle powrócił na fonię i oznajmił, że obcy „krąży” nad nim i że ma błyszczącą srebrzyście powierzchnię i zielonkawe światła. Po kolejnych 28 sekundach milczenia Valentich poinformował, że tamten samolot zniknął. Nastąpiła kolejna 25-sekundowa przerwa w łączności, po czym Valentich zapytał, czy jest możliwe, że śledzi go samolot wojskowy.
Robey próbował bezskutecznie zdobyć informacje o jakimś samolocie w tym rejonie; zaraz potem Valentich doniósł, że „obcy” zbliża się do niego z południowego zachodu. Dwadzieścia dziewięć sekund później, o 19:12:09 Valentich powiedział, że ma kłopoty z silnikiem i że zmierza ku wyspie King. Po krótkiej przerwie dodał: „zawisł w powietrzu, to nie jest samolot”, po czym nastąpiło 17 sekund niezidentyfikowanych dźwięków, przypominających „tarcie metalu o metal”, aż wreszcie łączność została ostatecznie przerwana.

## Poszukiwania
O godzinie 19:12:50 ogłoszono alarm. Valentich nie przybył na lotnisko na wyspie King w spodziewanym czasie, tj. do 19:33, rozpoczęło się więc poszukiwanie śladów ewentualnej katastrofy przez dwa samoloty rozpoznawcze RAAF P-3 Orion; akcja była kontynuowana przez kolejne dni, aż do 25 października 1978.
Na powierzchni morza, mniej więcej w tym miejscu, z którego Valentich ostatni raz kontaktował się z Robeyem, odkryto plamę paliwa, ale analiza pobranych próbek wykazała, że nie było to paliwo lotnicze. Nie znaleziono najmniejszych śladów samolotu, posiadającego na wyposażeniu cztery kamizelki ratunkowe i automatyczny nadajnik radiowy, który emitowałby sygnały, nawet ze znacznej głębokości. Ponadto Cessna była tak skonstruowana (zbiorniki powietrzne), że po wodowaniu powinna była unosić się przez kilka, a nawet kilkanaście minut na powierzchni morza.

## Oficjalne śledztwo
W sprawie zaginięcia Valenticha oficjalne śledztwo przeprowadziło australijskie Ministerstwo Transportu. Trwało dwa tygodnie, ale nie doprowadziło do ustalenia przyczyn. Raport z dochodzenia wskazywał, że „przyczyn zaginięcia samolotu i pilota nie udało się ustalić”, a także, że „prawdopodobnie zakończyło się śmiercią” Valenticha.
Do ostatecznego raportu, opublikowanego 27 kwietnia 1982, dołączono zapis wszystkich połączeń radiowych z wieczora 21 października 1978 pomiędzy Delta Sierra Juliet (Valentich) a wieżą kontroli lotów w Melbourne (Steve Robey).

## Zapis rozmów radiowych

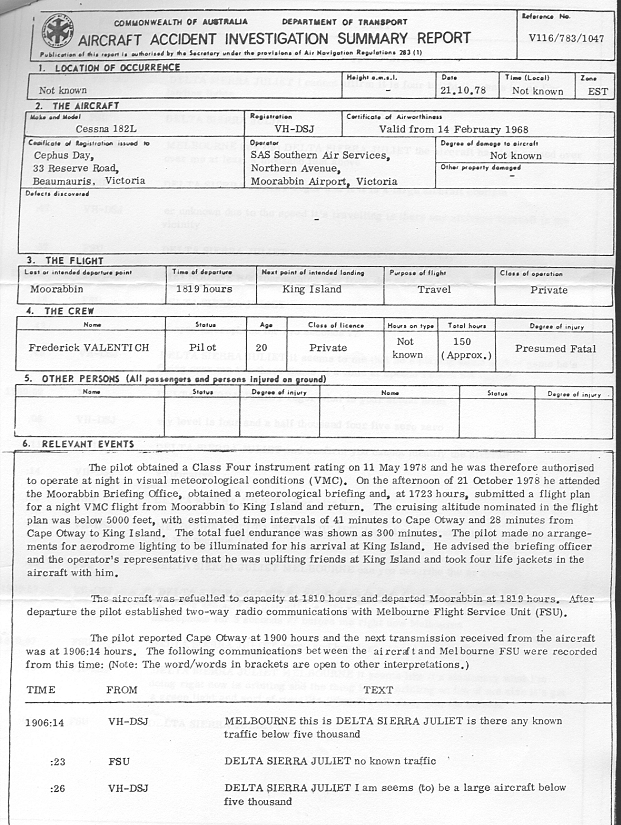
Raport z roku 1982, str. 1

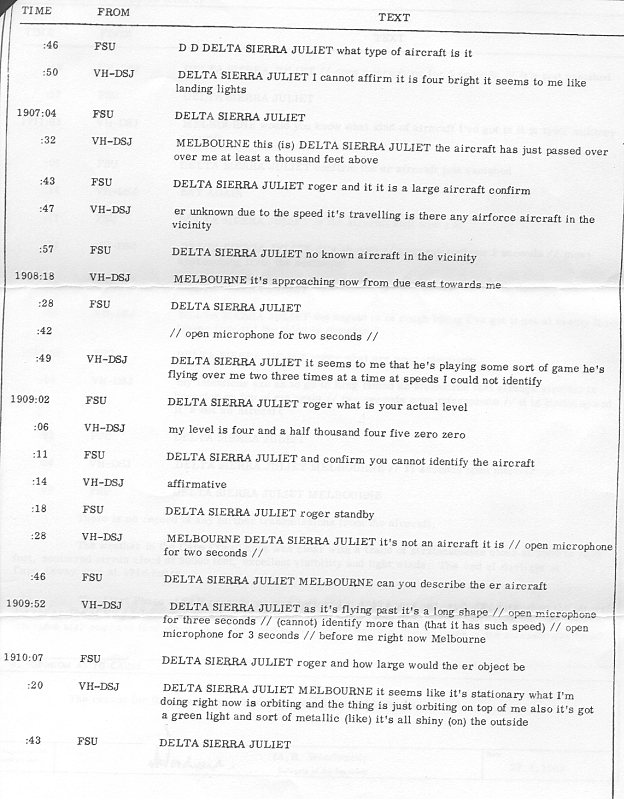
Raport z roku 1982, str. 2

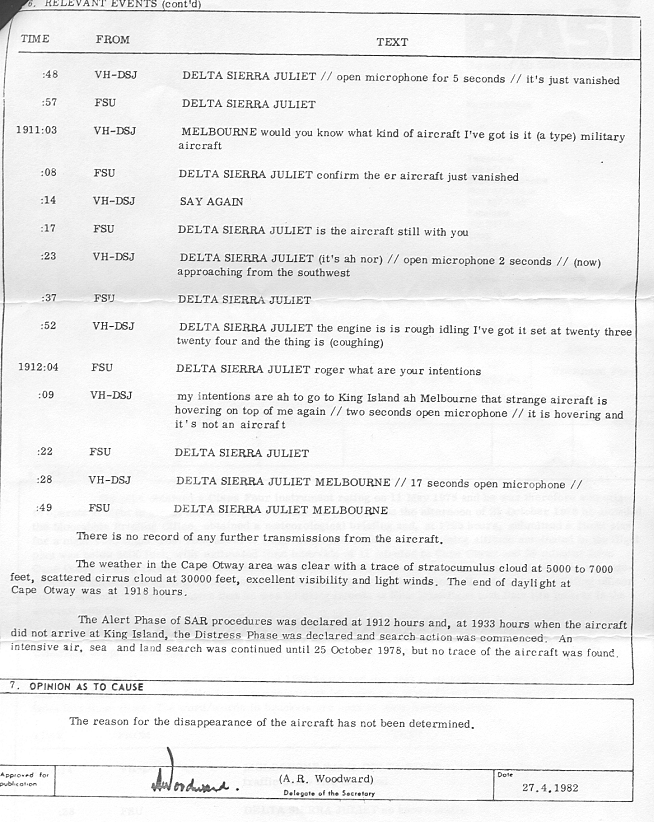
Raport z roku 1982, str. 3

Końcowy raport dochodzenia ws. wypadku lotniczego nr V116/783/1047
Poniżej znajduje się zapis rozmów prowadzonych pomiędzy Valentichem i wieżą kontroli lotów na podstawie pierwszych trzech stron raportu australijskiego Ministerstwa Transportu (wszystkie odległości podane w stopach):

19:06:14 DSJ [Valentich]: Melbourne, tu Delta Sierra Juliet. Czy wiadomo coś o lotach poniżej pięciu tysięcy?
FS [Kontrola lotów; Robey]: Delta Sierra Juliet, nic nie wiadomo o takich lotach.
DSJ: Delta Sierra Juliet, to ja, wygląda na to, że jest duży samolot poniżej pięciu tysięcy.
19:06:44 FS: Delta Sierra Juliet, jakiego typu jest to samolot?
DSJ: Delta Sierra Juliet, nie mogę określić, ma cztery jasne, wyglądają jak światła lądowania.
FS: Delta Sierra Juliet.
19:07:31 DSJ: Melbourne, tu Delta Sierra Juliet, samolot przeszedł nade mną co najmniej tysiąc.
FS: Delta Sierra Juliet, zrozumiałem, jest to duży samolot, potwierdzasz?
DSJ: Hm... trudno powiedzieć ze względu na jego prędkość, czy w tej okolicy znajduje się jakiś samolot wojskowy?
FS: Delta Sierra Juliet, nie wiemy nic o samolocie wojskowym w okolicy.
19:08:18 DSJ: Melbourne, to zbliża się do mnie od wschodu.
FS: Delta Sierra Juliet.
19:08:41 DSJ: (mikrofon włączony przez dwie sekundy)
19:08:48 DSJ: Delta Sierra Juliet, wygląda, że on się ze mną bawi, przeleciał nade mną dwa, trzy razy z szybkością, której nie jestem w stanie ocenić.
FS: Delta Sierra Juliet, zrozumiałem, na jakiej jesteś wysokości?
DSJ: Moja wysokość cztery i pół tysiąca, cztery pięć zero zero.
FS: Delta Sierra Juliet i potwierdzasz, że nie umiesz zidentyfikować samolotu?
DSJ: Potwierdzam.
FS: Delta Sierra Juliet, zrozumiałem, zostań na linii.
19:09:27 DSJ: Melbourne, Delta Sierra Juliet, to nie jest samolot, to jest... (mikrofon włączony przez dwie sekundy).
19:09:42 FS: Delta Sierra Juliet, możesz opisać ten – hm – samolot?
DSJ: Delta Sierra Juliet, jak przelatuje widzę tylko, że jest długi... (mikrofon włączony przez trzy sekundy) ...nie mogę powiedzieć nic więcej przy tej jego szybkości... (mikrofon włączony przez trzy sekundy). Teraz jest przede mną, Melbourne.
19:10:00 FS: Delta Sierra Juliet, zrozumiałem, jak duży może – hm – obiekt być?
19:10:19 DSJ: Delta Sierra Juliet, Melbourne, wygląda na to, że jest nieruchomy. To, co robię teraz, to zataczam kręgi, a ta rzecz krąży nade mną. To ma zielone światło i coś jak metaliczny połysk, na zewnątrz cały się błyszczy.
FS: Delta Sierra Juliet
19:10:46 DSJ: Delta Sierra Juliet... (mikrofon włączony przez trzy sekundy) ...właśnie zniknął.
FS: Delta Sierra Juliet.
19:11:00 DSJ: Melbourne, czy wiesz jaki to mógł być samolot? Czy to samolot wojskowy?
FS: Delta Sierra Juliet, potwierdź – hm – samolot zniknął.
DSJ: Powtórz.
FS: Delta Sierra Juliet, czy ten samolot jest wciąż obok ciebie?
DSJ: Delta Sierra Juliet; on... (mikrofon włączony przez dwie sekundy) ...teraz zbliża się z południowego zachodu.
FS: Delta Sierra Juliet
19:11:50 DSJ: Delta Sierra Juliet, silnik pracuje z trudem. Ustawiłem go na dwadzieścia trzy – dwadzieścia cztery, a ta rzecz jest... (kaszel).
FS: Delta Sierra Juliet, zrozumiałem, co zamierzasz?
DSJ: Zamierzam – e... – dolecieć do King Island – e... – Melbourne. Ten dziwny samolot zawisł teraz nade mną... (mikrofon włączony przez dwie sekundy)... to wisi nieruchomo i to nie jest samolot.
FS: Delta Sierra Juliet.
19:12:28 DSJ: Delta Sierra Juliet. Melbourne... (mikrofon włączony przez siedemnaście sekund... seria niewytłumaczalnych metalicznych dźwięków, na których kończy się połączenie).

## Dalsze wyjaśnienia

### Dziwne dźwięki
Podczas ostatniego połączenia Valenticha z wieżą kontroli lotów w Melbourne taśmy wieży kontroli lotów zarejestrowały siedemnaście sekund niewytłumaczalnych dźwięków, opisanych jako „tarcie (lub drapanie) metalu o metal”.
Paul Norman i John W. Auchettl otrzymali do przesłuchania oryginalne taśmy z Ministerstwa, a później także – dla porównania – taśmy będące w posiadaniu ojca pilota. Auchettl oddał kopie taśm do analizy laboratorium RMIT, a Norman zawiózł identyczne kopie do USA, gdzie przekazał je do przebadania doktorowi Richardowi F. Hainesowi, byłemu specjaliście NASA-Ames i profesorowi psychologii na Uniwersytecie Stanowym w San Jose w Kalifornii.
Haines opisał dźwięki jako „trzydzieści sześć osobnych trzasków zaczynających się i kończących łagodnym pulsowaniem” i dodał, że nie było w nich „dostrzegalnej regularności tak w długości trwania, jak i częstotliwości”. Znaczenia tych dźwięków, jeśli takowe miały, nie dało się określić.

### Doniesienia o UFO
Po podaniu w mediach informacji o zaginięciu Valenticha różne osoby zaczęły zgłaszać, że były świadkami niezwykłych zjawisk na niebie w tej okolicy.
Wśród zgłoszeń było 20 takich, w których świadkowie zeznali, że widzieli „gwałtownie poruszające się zielone światło”, a w jednym przypadku świadkowie, znajdujący się w odległości 2 kilometrów na zachód od miejscowości Apollo Bay, oświadczyli, że widzieli zielone światło śledzące lub ścigające samolot Valenticha, który w tym czasie schodził ostro w dół.
Według ufologów zeznania te mają wyjątkowe znaczenie, jako że pojawiły się na kilka lat przed opublikowaniem w roku 1982 zapisu taśm, na których Valentich opisał niezidentyfikowany obiekt świecący jasnym, zielonym światłem.

### Komentarz ojca Valenticha
Według agencji Associated Press Guido Valentich, ojciec zaginionego pilota, powiedział, że ma nadzieję, iż jego syn został porwany przez UFO, a nie zginął w katastrofie, ujmując to słowami: „Fakt, że nie znaleziono śladu po nim dowodzi, że UFO mogło tam być”. Guido Valentich powiedział też Associated Press, że jego syn jako hobbysta interesował się UFO „zbierając informacje uzyskiwane od lotnictwa wojskowego. Nie był kimś, kto zmyśla takie historie”.

## Próby wyjaśnienia
Zaginięcie Valenticha można wyjaśnić różnymi przyczynami, zarówno prozaicznymi, jak i niekonwencjonalnymi.

### Możliwości konwencjonalnego wyjaśnienia zagadki
- Istnieje możliwość, że Valentich upozorował swoje zaginięcie: nawet biorąc pod uwagę 41-minutowy lot do przylądka Otway, samolot wciąż miał wystarczająco dużo paliwa, by przelecieć jeszcze 800 kilometrów[14]; mimo idealnych warunków pogodowych, samolot nie był ani razu namierzony przez radar, co powoduje wątpliwości, czy w ogóle był w pobliżu przylądka Otway[15]; policja z Melbourne otrzymała niepotwierdzoną informację o lekkim samolocie, który wylądował niedaleko od przylądka Otway mniej więcej w tym samym czasie, co zaginięcie Valenticha[16]. Taka próba wyjaśnienia wzięła się stąd (co odnotowane zostało w raporcie), że Valentich nie skontaktował się z lotniskiem na wyspie w celu włączenia tam oświetlenia pasa startowego. Z drugiej jednak strony powinien znaleźć się nad wyspą około 20 minut przed zachodem (21 października słońce w Hobart (Tasmania) zachodzi o 19:41, a nad wyspą King minutę później), a więc oświetlenie pasa nie było niezbędne.
- Inna próba wyjaśnienia[17] sprowadzała się do tego, że Valentich mógł w pewnej chwili ulec dezorientacji i leciał głową w dół. To co widział, mogło być odbiciem w wodzie jego własnych świateł; wkrótce potem rozbił się o powierzchnię morza. Ta teoria została szybko odrzucona przez specjalistów, którzy stwierdzili, że Cessna 182, jako górnopłat ze zbiornikami paliwa w skrzydłach, nie jest w stanie wykonać takiego manewru.
- W roku 2000 prywatne śledztwo doprowadziło do wniosku, że Valentich miał problemy z silnikiem i rozbił się w morzu. Wersja ta opiera się na wiedzy o silnych prądach w Cieśninie Bassa, które mogły spowodować szybki dryf lekkiego samolotu daleko w morze, gdzie ostatecznie zatonął[6].
- Pojawiły się również sugestie, że napotkał na swej drodze – i w rezultacie tego został przez nich zamordowany – przemytników narkotyków, że został zabity uderzeniem pioruna, a nawet, że jego rozmowy z wieżą kontroli lotów były wstępem do popełnienia spektakularnego samobójstwa, co kłóci się z tym, że Valentich wiódł całkiem szczęśliwe życie. W roku 1992 jeden z czołowych UFO-sceptyków Philip J. Klass[18] wysunął nawet hipotezę, że Valentich sam był przemytnikiem narkotyków i padł ofiarą wojny gangów. Za to twierdzenie Klass został pozwany do sądu przez krewnych Valenticha.

### Hipotezy niekonwencjonalne
Niekonwencjonalne próby wyjaśnienia zagadki to głównie sugestie ufologów, którzy uważają, że pilot został uprowadzony, samolot w jakiś sposób zniszczony przez UFO.
Spekulacje, że w sprawę zamieszane było UFO, wspiera kilka dodatkowych czynników, jak ostatnie rozmowy Valenticha z wieżą kontroli lotów, w których wyraźnie opisał obcy pojazd jako „nieruchomy” i „nie samolot”, niewyjaśnione dźwięki w ostatnich sekundach połączenia, jak również znaczna ilość doniesień o UFO w tym samym miejscu i czasie.